# Nigma puella
Espèce
Synonymes
- Dictyna puella Simon, 1870
- Dictyna lobensis Schmidt, 1976
- Dictyna eburnea Schmidt, 1982
- Nigma canariensis Wunderlich, 1987

Nigma puella, la Dictyne fille, est une espèce d'araignées aranéomorphes de la famille des Dictynidae.

## Distribution
Cette espèce se rencontre en Europe, en Algérie, en Tunisie, aux îles Canaries, à Madère et aux Açores.
Cette espèce a été observée au Royaume-Uni, en Irlande, aux Pays-Bas, en Allemagne, en Ukraine, à Chypre, en Bulgarie, en Grèce, en Albanie, en Italie, à Malte, en Suisse, en France, en Andorre, en Espagne, au Portugal, en Algérie et en Tunisie.

## Habitat
Nigma puella occupe des milieux variés comme les pelouses, les jardins, les landes, les garrigues, les sous-bois et les buissons.

## Description
Les mâles mesurent de 2,0 à 2,8 mm et les femelles de 2,5 à 3,4 mm.

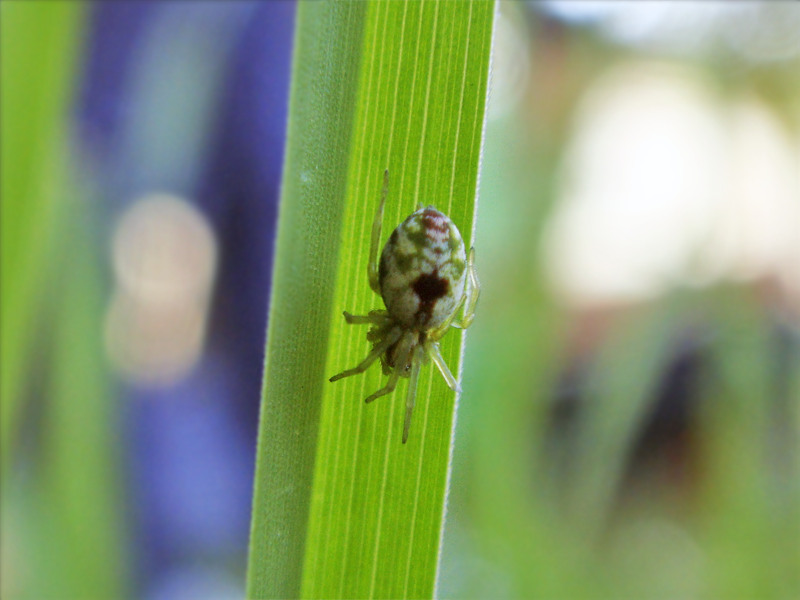
Nigma puella

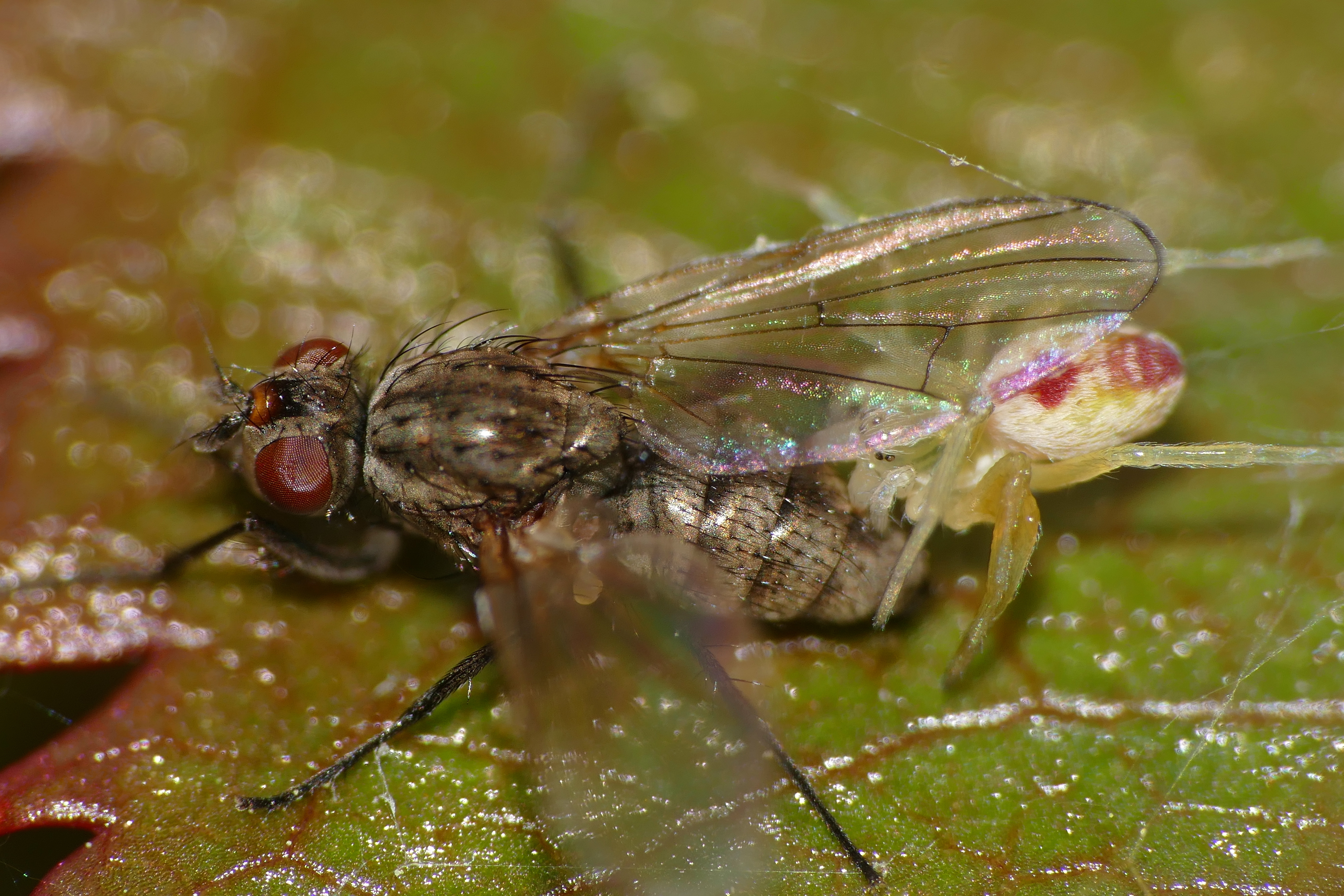
Nigma puella

Le mâle est entièrement rouge brun. 
Le dessous de la femelle et ses pattes sont jaunâtre,. Le céphalothorax de la femelle présente deux larges bandes brunes qui s'élargissent dans la région thoracique et se réunissent au dessus du pédicule. Le dessus de son abdomen est vert-jaunâtre à blanc mat et présente une bande dorsale longitudinale rouge carmin. Cette bande présente en son milieu un fort élargissement arrondi puis un rétrécissement qui peut parfois la scinder en deux.
La coloration assez typique n'est cependant pas suffisante pour distinguer les différentes espèces du genre Nigma et un examen des pièces génitales est nécessaire.

## Comportement

### Toile
La toile mesurant quelques centimètres est tissée sur une feuille dont les bords sont resserrés. Elle est constituée d'un réseau de fils entrelacés comportant des parties cribellées.

### Prédation et alimentation
Les proies volantes peuvent être plus grande que la femelle.

### Cycle de vie
Le cycle est annuel. Les adultes apparaissent en avril. Les mâles sont présents jusqu'en mai et les femelles jusqu'en septembre. La femelle confectionne de juin à août des cocons contenant une trentaine d’œufs qu'elle dépose sous sa toile.

## Systématique et taxinomie
Cette espèce a été décrite sous le protonyme Dictyna puella par Simon en 1870. Elle est placée dans le genre Heterodictyna par Chamberlin et Gertsch en 1958 puis dans le genre Nigma par Lehtinen en 1967.
Dictyna lobensis, Dictyna eburnea et Nigma canariensis ont été placées en synonymie par Wunderlich en 1992.

## Publication originale
- Simon, 1870 : « Aranéides nouveaux ou peu connus du midi de l'Europe. » Mémoires de la Société Royale des sciences de Liège, sér. 2, vol. 3, p. 271-358 (texte intégral).